# Len Renery
Len Renery (Londra, 9 novembre 1949) è un ex calciatore inglese, di ruolo difensore.

## Biografia
Nativo della Gran Bretagna, si trasferì con la sua famiglia a 12 anni a Neptune City in New Jersey.

## Carriera
Di ruolo difensore centrale, si forma nella selezione della Columbia University, entrando nel 2014 nel famedio sportivo dell'istituto.
Viene successivamente ingaggiato dalla franchigia dell'American Soccer League dei N.J. Schaefer Brewers, con cui ottiene il quarto posto nella Northern Conference in campionato 1972.
L'anno dopo passa alla franchigia della NASL dei N.Y. Cosmos, con cui ottiene il raggiungimento delle semifinali nella stagione 1973. La stagione seguente con i suoi Renery non supera la fase a gironi del torneo nordamericano.
Nella stagione 1975 passa ai Baltimore Comets, con cui non accede alla fase finale del torneo a causa del quinto e ultimo posto ottenuto nel proprio girone. 
Nel 1976 segue il trasferimento della franchigia a San Diego, divenendo i San Diego Jaws. Anche i Jaws non ottennero risultati rilievo, non accedendo alla fase finale del torneo a causa del quinto e ultimo posto ottenuto nel proprio girone.
La franchigia di Lenery subì un ulteriore trasferimento, questa volta a Las Vegas per dare origine ai L.V. Quicksilvers. 
A stagione in corso Lenery lasciò la squadra per tornare a giocare nella ASL con i New York Apollo e poi con i Santa Barbara Condors.
Nella stagione 1978 torna a giocare nella NASL in forza ai California Surf, con cui in entrambe le stagioni di militanza raggiunge gli ottavi di finale del torneo.
Nella stagione 1980 torna nella ASL per giocare nei Cleveland Cobras, ottenendo il terzo posto nella National Conference.
Dal 1974 al 1981 gioca anche nei campionati di indoor soccer.
Lasciata l'attività agonistica, diviene allenatore a livello scolastico e collegiale.